# Оранж, Морис
Мори́с Ора́нж (фр. Maurice Orange; 9 марта 1867, Гранвиль — 28 февраля 1916, Париж) — французский художник.

## Жизнь
Юность Мориса Оранжа прошла под влиянием франко-прусской войны. Он проявлял талант к рисованию с ранних лет и, получив стипендию, поступил в 1885 году в Школу изящных искусств. Его учителями были Жан-Леон Жером и Франсуа Фламенг. Там же Оранж подружился с Эдуардом Детайлем.
Оранж писал маслом, акварелью, гуашью, пастелью и углём. Его излюбленной темой были исторические сюжеты, особенно эпоха Наполеона. Также он писал портреты, пейзажи, городские пейзажи и зарисовки, часто добавлял рисунки к своим письмам.
С 1887 по 1914 год он принимал участие в Салоне французских художников. Выигрывая медали и стипендии, он путешествовал по Испании, Греции, Италии, Португалии, Африке. Особое влияние на творчество Оранжа оказал Египет.
Художник скончался от тифа в 1916 году.

## Галерея

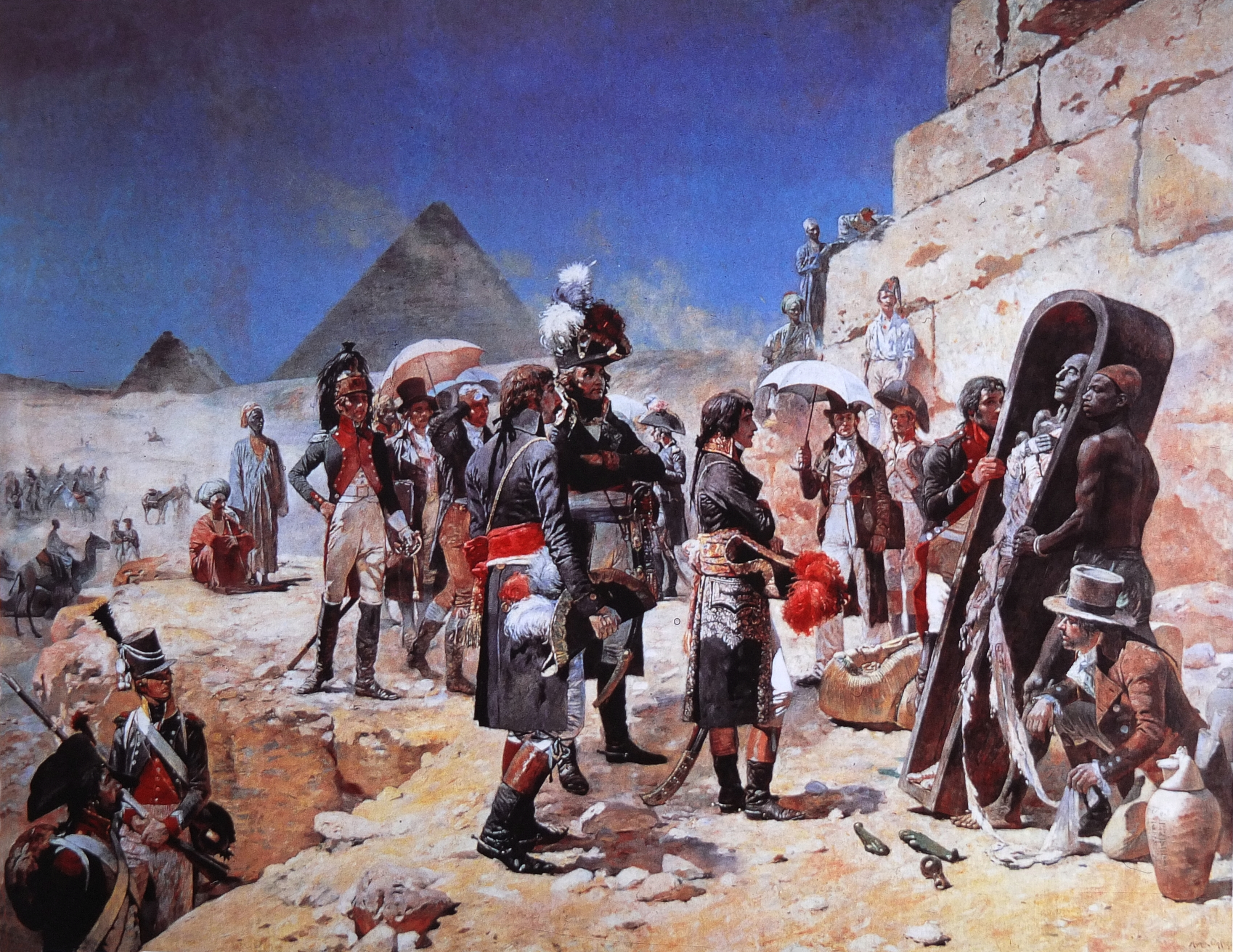
Бонапарт у пирамид (между 1885 и 1916 годами)
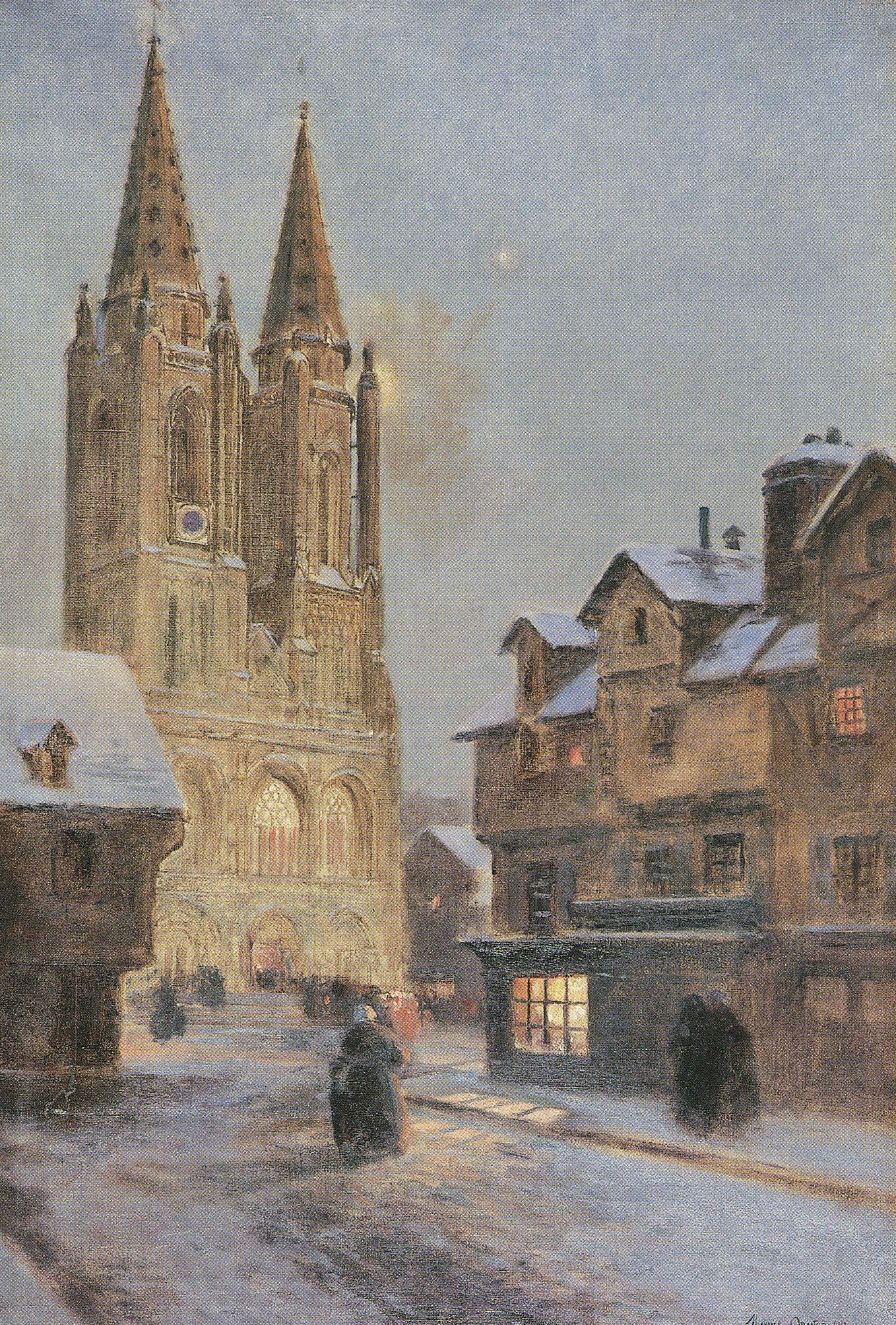
Полуночная месса в Нотр-Дам-де-сент-Ло' (1910)
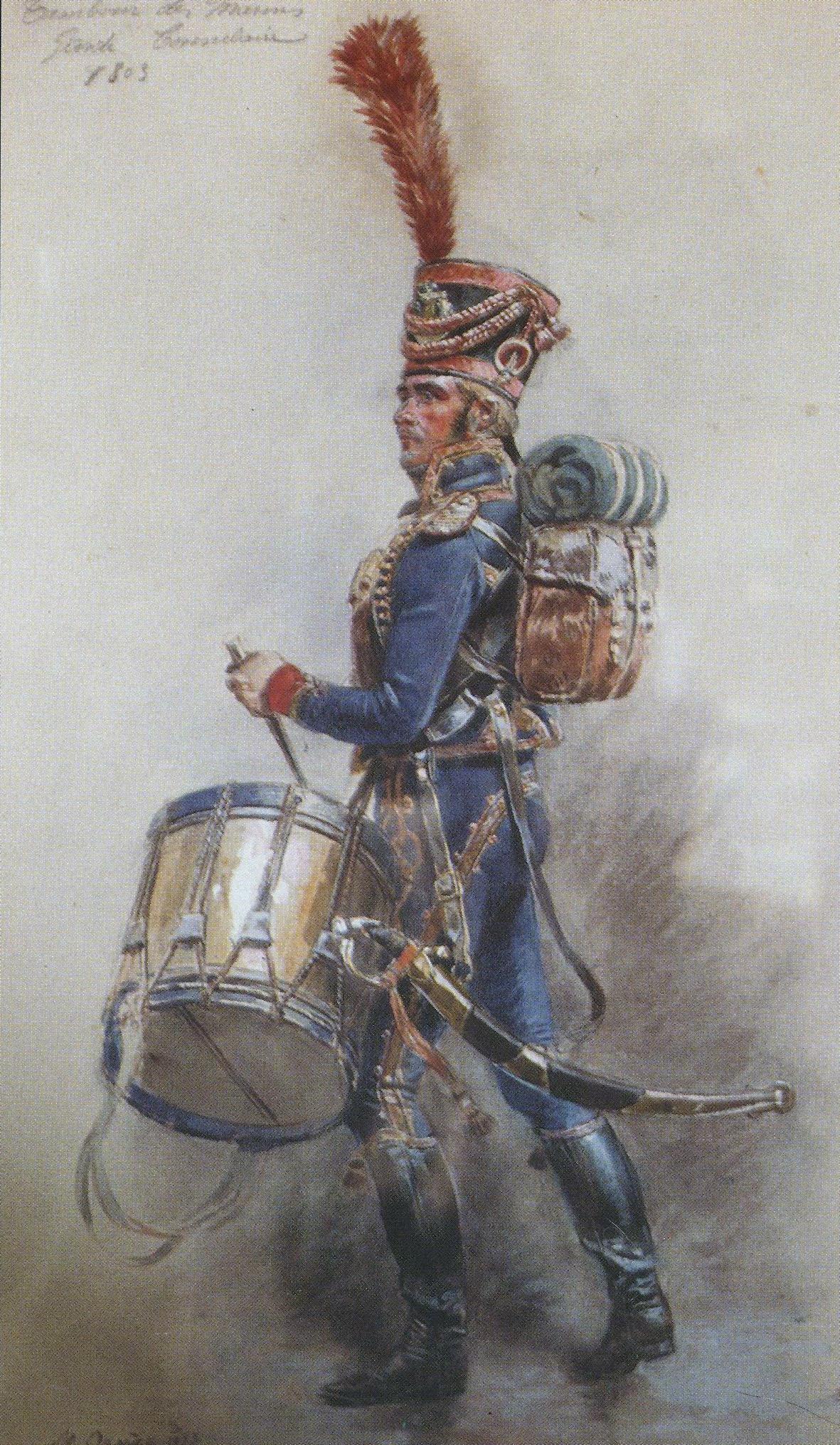
Барабан моряков. Консульская охрана. 1803
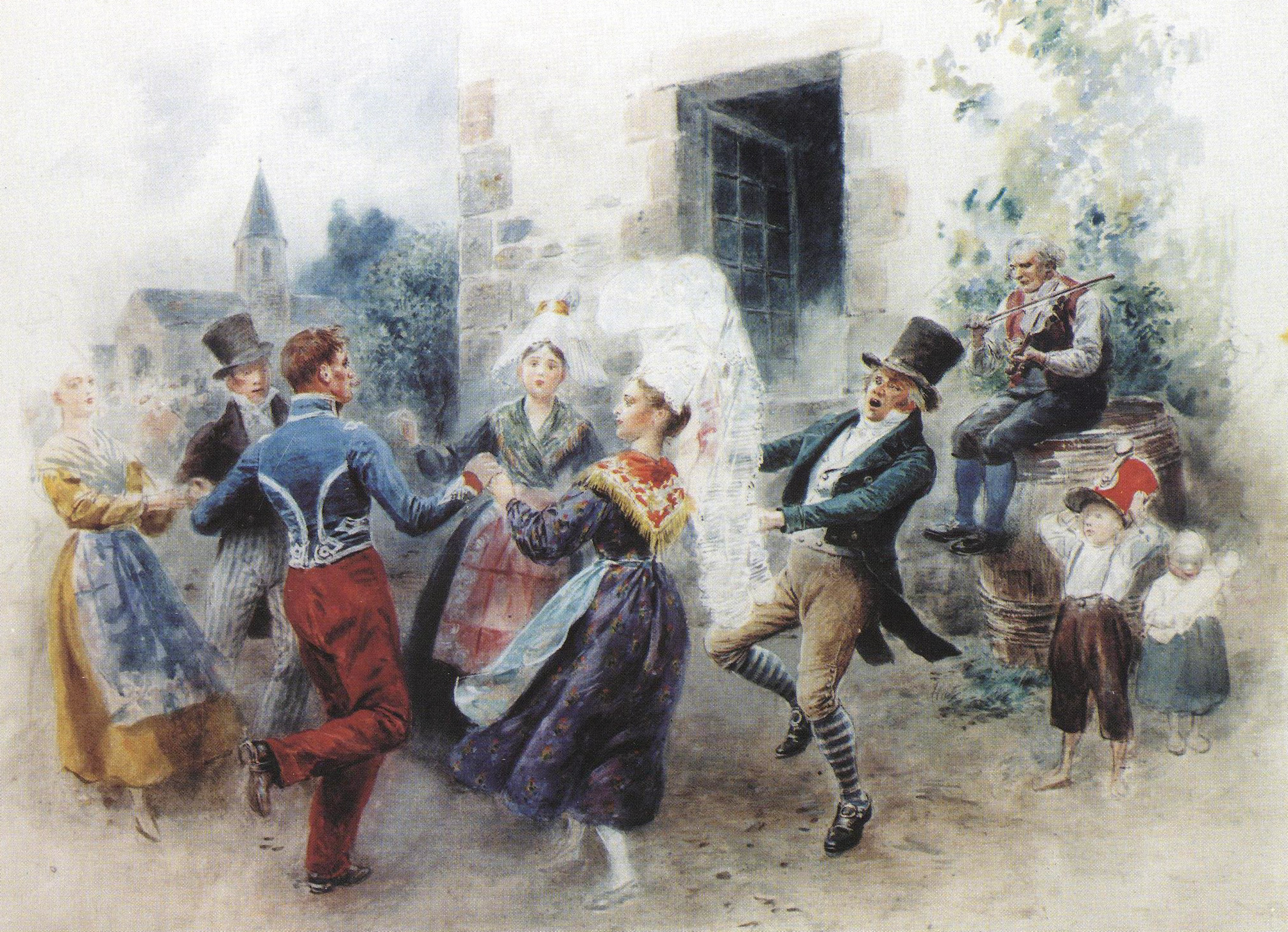
Танец
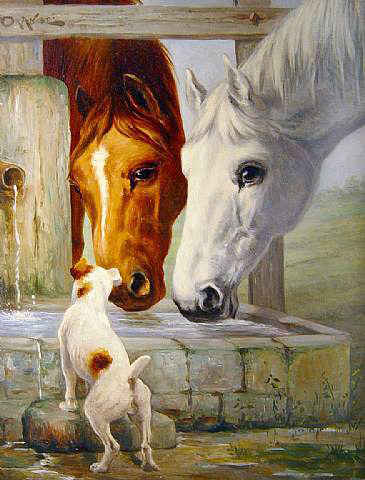
Собака и две лошади
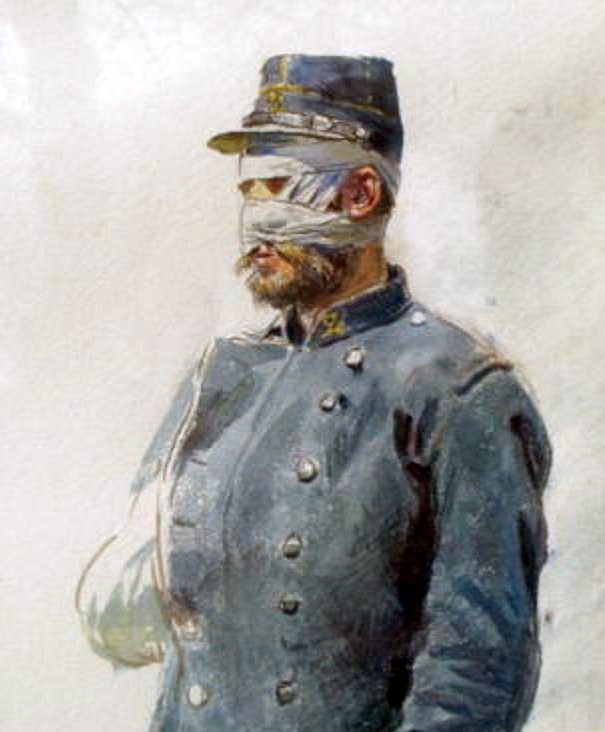
Солдат
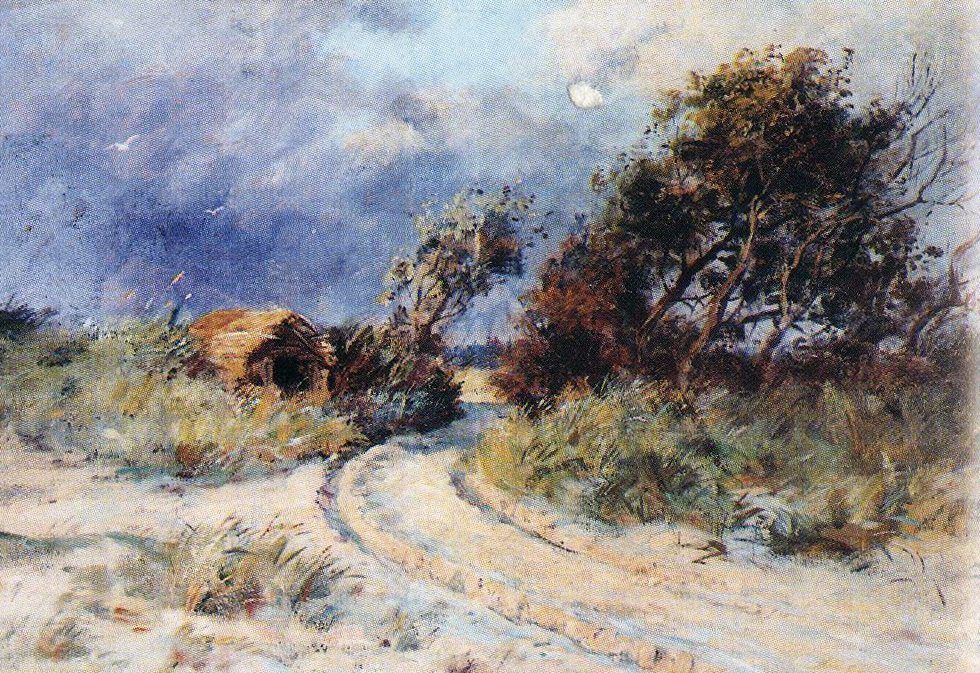
Порыв
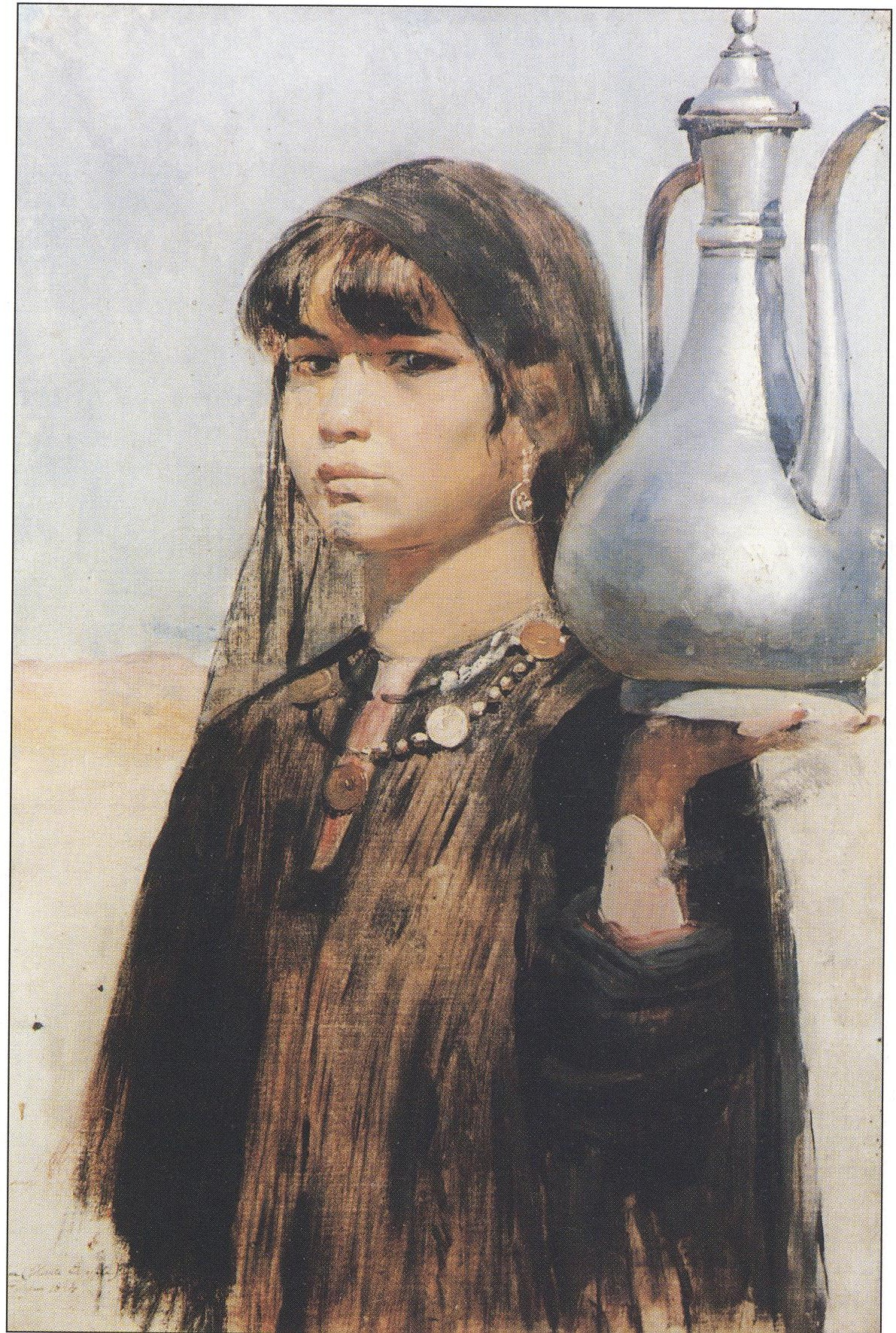
Алжирская девочка (1894)
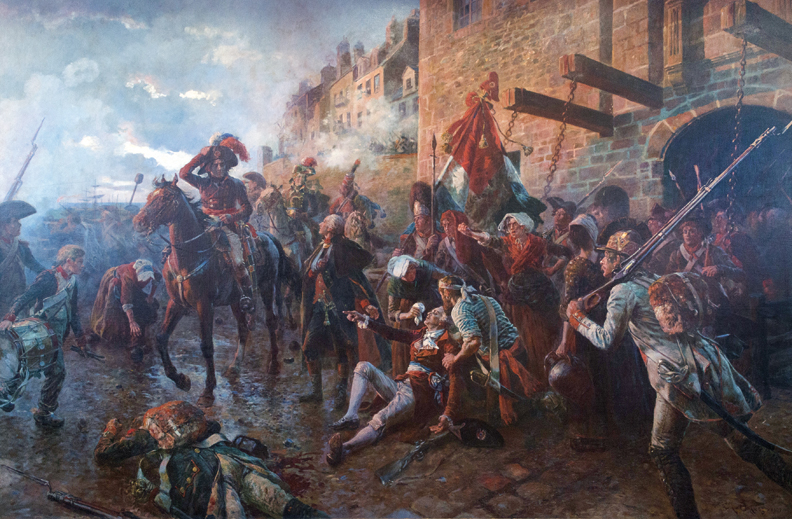
Смерть мэра Клемента Демезона при осаде Гранвиля (14 ноября 1793 года)
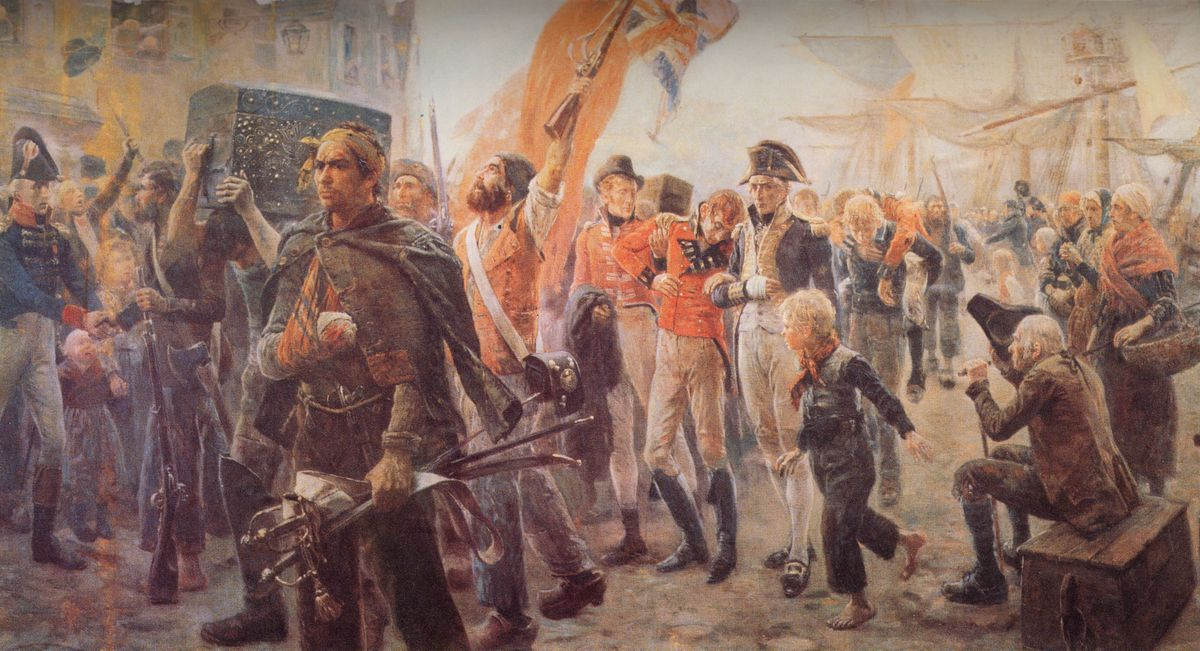
Возвращение корсаров в 1806 году